# Claoxylopsis
Claoxylopsis é um género botânico pertencente à família Euphorbiaceae.
As espécies deste gênero são endêmicas em Madagascar.

## Espécies
- Claoxylopsis andapensis
- Claoxylopsis perrieri
- Claoxylopsis purpurascens

## Nome e referências
Claoxylopsis Leandri